# Sərdahar
Sərdahar è un comune dell'Azerbaigian situato nel distretto di İsmayıllı. Conta una popolazione di 193 abitanti.